# Eberhard Tiefensee
Eberhard Tiefensee (* 27. September 1952 in Stendal, DDR) ist ein deutscher Philosoph, römisch-katholischer Priester und emeritierter Professor für Philosophie an der Katholisch-Theologischen Fakultät der Universität Erfurt.

## Herkunft
Eberhard Tiefensee ist Sohn des Komponisten Siegfried Tiefensee (1922–2009) und ein Bruder des früheren Leipziger Oberbürgermeisters Wolfgang Tiefensee, der später auch Bundesministers und nachfolgend Thüringer Staatsministers für Wirtschaft und Wissenschaft war.

## Ausbildung und priesterliches Wirken
Von 1969 bis 1972 erlernte Eberhard Tiefensee den Beruf des Chemielaboranten mit Abitur. Anschließend absolvierte er den Sprachenkurs für alte Sprachen (Latinum und Graecum) in Schöneiche bei Berlin, eine Zugangsvoraussetzung für das anschließende Studium der Philosophie und Katholischen Theologie am Philosophisch-Theologischen Studium in Erfurt und im Pastoralseminar in Neuzelle, das er 1979 abschloss. In diesem Jahr empfing er das Sakrament der Priesterweihe und wurde dem Bistum Dresden-Meißen inkardiniert. Er wurde 1979 bis 1982 sowie 1986 bis 1991 von seinem Bischof in der Seelsorge eingesetzt, u. a. als Studentenpfarrer der Katholischen Studentengemeinde Leipzig.

## Akademischer Werdegang
Von 1982 bis 1986 war Eberhard Tiefensee Assistent am Philosophisch-Theologischen Studium Erfurt, hierbei absolvierte er ein Lizentiats- und Promotionsstudium bei seinem – aus heutiger Sicht – Vorgänger Monsignore Konrad Feiereis. Darauf aufbauend schloss sich 1991 bis 1996 das Habilitationsstudium in Bonn bei Ludger Honnefelder und in Tübingen bei Georg Wieland an. Bei letzterem habilitierte er sich 1996 mit der Schrift „Philosophie und Religion bei Franz Brentano (1838–1917)“.
Von 1997 bis zu seinem Eintritt in den Ruhestand 2018 war Eberhard Tiefensee Professor für Philosophie an der Katholisch-Theologischen Fakultät der Universität Erfurt.

## Ämter und Funktionen
Eberhard Tiefensee war Rektor der Katholisch-Theologischen Fakultät Erfurt (mittlerweile Fakultät der Universität Erfurt) und Vizepräsident für Forschung und wissenschaftlichen Nachwuchs der Universität Erfurt.
Er ist Vizepräsident der Universitätsgesellschaft Erfurt,
Berater der Kommission für gesellschaftliche und soziale Fragen (VI) / Deutsche Bischofskonferenz, Mitglied des Beirats der Arbeitsgemeinschaft deutschsprachiger Philosophiedozentinnen und -dozenten im Studium der katholischen Theologie,
Geistlicher Beirat des Friedrich-Dessauer-Kreises Erfurt,
Mitglied des Beirats der Görres-Gesellschaft zur Pflege der Wissenschaft und Ordentliches Mitglied der Geisteswissenschaftlichen Klasse der Akademie gemeinnütziger Wissenschaften zu Erfurt sowie
Korrespondierendes Mitglied des Collegium Europaeum Jenense der Friedrich-Schiller-Universität Jena.